# Leina (Tahkuranna)
Leina – wieś w Estonii, w prowincji Parnawa, w gminie Tahkuranna.